# دین بین فو
دین بین فو (به ویتنامی: Điện Biên Phủ)
 نام شهری در شمال غربی ویتنام است.
این شهر مرکز استان دین بین است و بیشتر به‌خاطر نبرد دین‌بین‌فو در جریان نزاع‌های جنگ اول هندوچین شناخته می‌شود.
آمار دقیقی از جمعیت این شهر در دست نیست، اما به‌طور کلی جمعیت آن بین ۷۰٬۰۰۰ تا ۱۲۵٬۰۰۰ نفر می‌باشد.